# Newry
Pour les articles homonymes, voir Newry (homonymie).
Newry (en irlandais : Iúr Cinn Trá / An tIúr ; en scots d'Ulster : Newrie) est une ville du Royaume-Uni en Irlande du Nord. Depuis 2002, elle possède officiellement le statut de cité. Elle est située près de la frontière irlandaise, à 60 km de Belfast et 108 km de Dublin. Au recensement de 2021, la ville comptait 27 913 habitants. Fondée en 1144, Newry est l'une des villes les plus anciennes d'Irlande du Nord.  Elle dispose d'une gare sur la ligne de Dublin à Belfast (en).

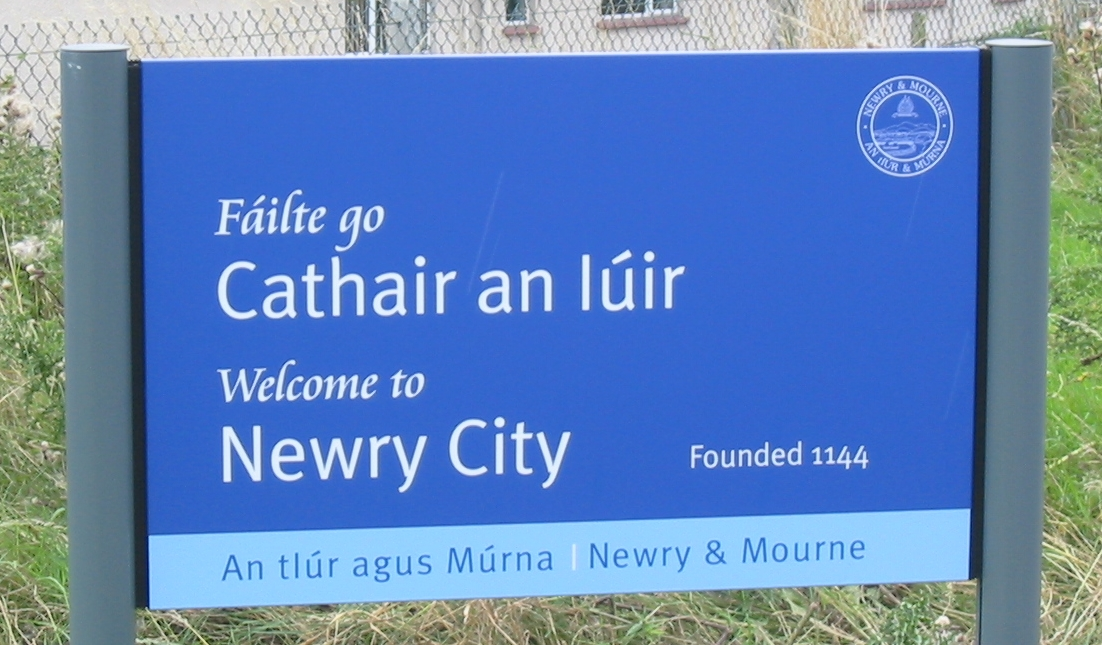
Signalisation bilingue à Newry.

Le nom irlandais de la ville, Iúr Cinn Trá, signifie littéralement « l'if à la tête de la rive », fait référence à un arbre planté par saint Patrick à l'emplacement d'une ancienne abbaye cistercienne au Ve siècle. Son nom latin Viride Lignum signifiant « l'arbre vert. En 1162, la bibliothèque de l'abbaye et l'if ont été détruits par un incendie.
Le nom irlandais Cathair an Iúir (ville de Newry) apparaît sur certains panneaux bilingues de la ville.

## Édifices principaux
L'église Saint-Patrick a été construite en 1578 sur les instructions de Nicholas Bagenal, maréchal de l'armée du royaume d'Irlande, à qui Édouard VI avait accordé les terres du monastère cistercien. Elle est considérée comme la première église protestante d'Irlande. 
La cathédrale Saint-Patrick-et-Saint-Colman est la première cathédrale catholique d'Irlande ouverte après l'émancipation des catholiques. Elle à été conçue et achevée par Thomas Duff en 1829, avec une structure principalement composée de granit local. Au début du XXe siècle, une tour, un transept et un nouveau chœur y ont été ajoutés par les architectes George Ashlin et Thomas Coleman.
L'hôtel de ville de Newry, datant de 1894, a la particularité d'être construit au-dessus de la rivière Clanrye (ou de Newry), qui constitue la frontière historique entre les comtés d'Armagh et de Down, mais l'adresse officielle de la ville est comté de Down.
Aménagé dans un château construit sur le site occupé par l'abbaye cistercienne, le Newry and Mourne Museum témoigne des traditions et de l'histoire de la ville et de sa région, ainsi que des rôles historiques de l'abbaye et du canal de Newry.
Le viaduc de Craigmore se trouve juste au nord de la ville, sur la ligne principale Belfast-Dublin. Il se compose de dix-huit arches, dont la plus haute dépasse 38 m, ce qui en fait le plus haut viaduc d'Irlande. Construit également en granit local, sa longueur est d'environ 400 m.

## Galerie

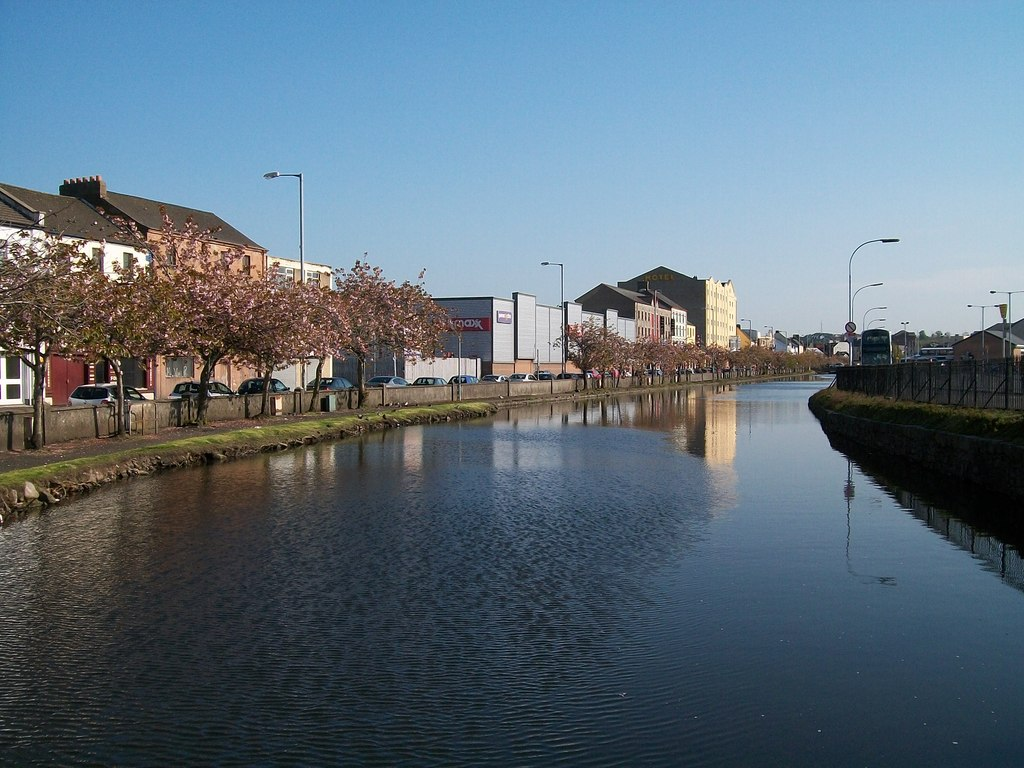
Bâtiments du Merchant's Quay donnant sur le canal de Newry.
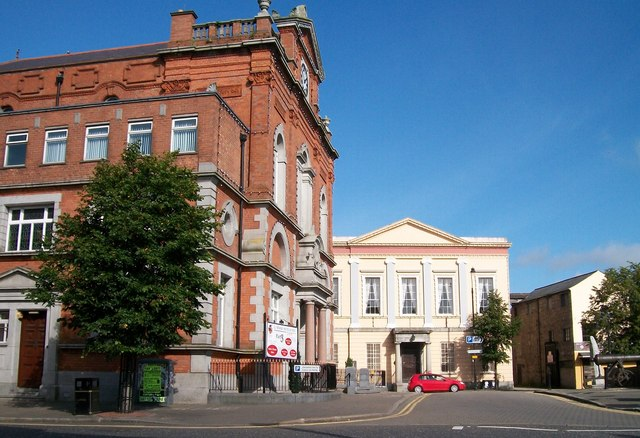
L'hôtel de ville de Newry et le Sean Hollywood Arts Centre.
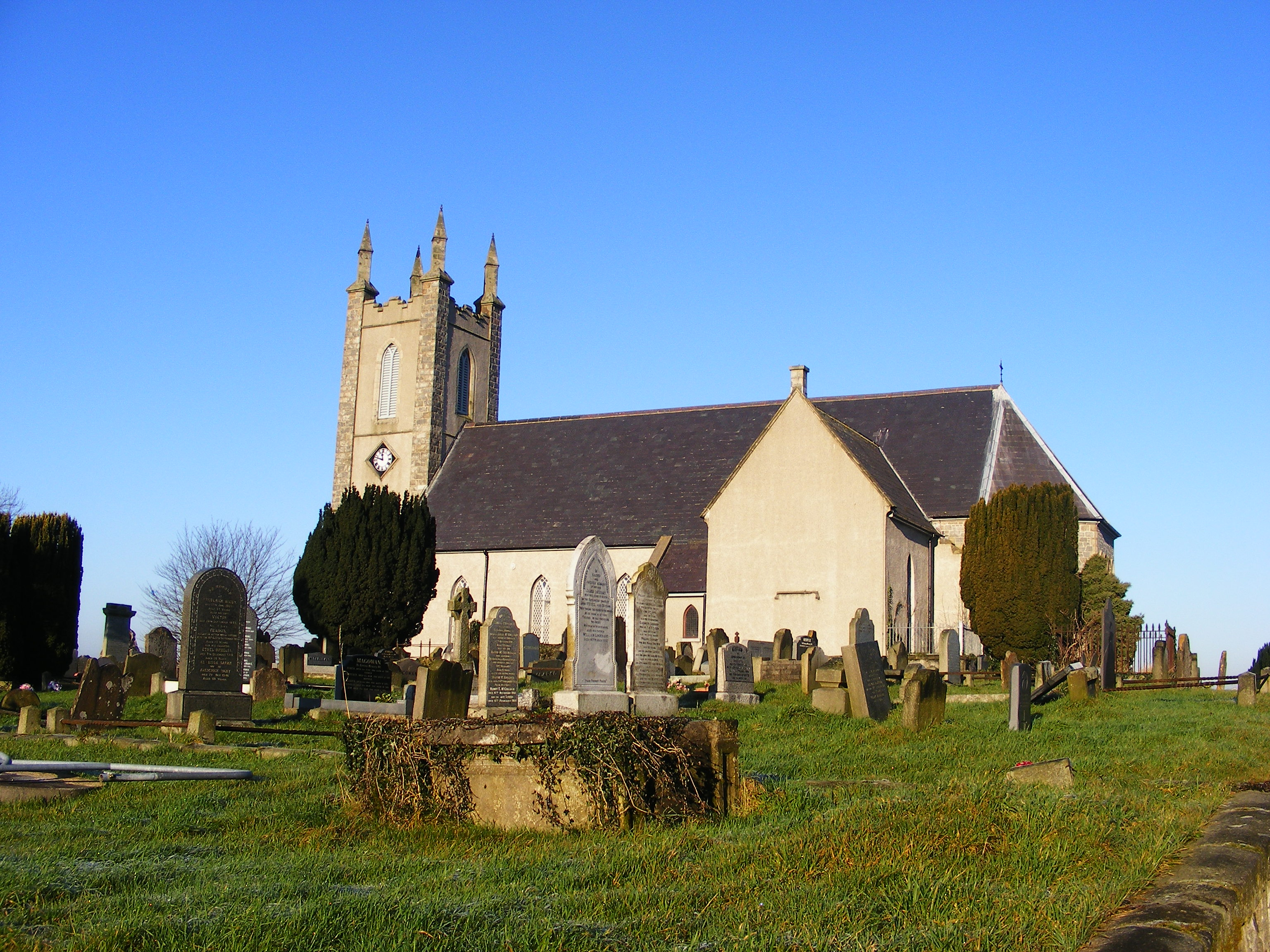
L'église Saint-Patrick de l'Église d'Irlande.
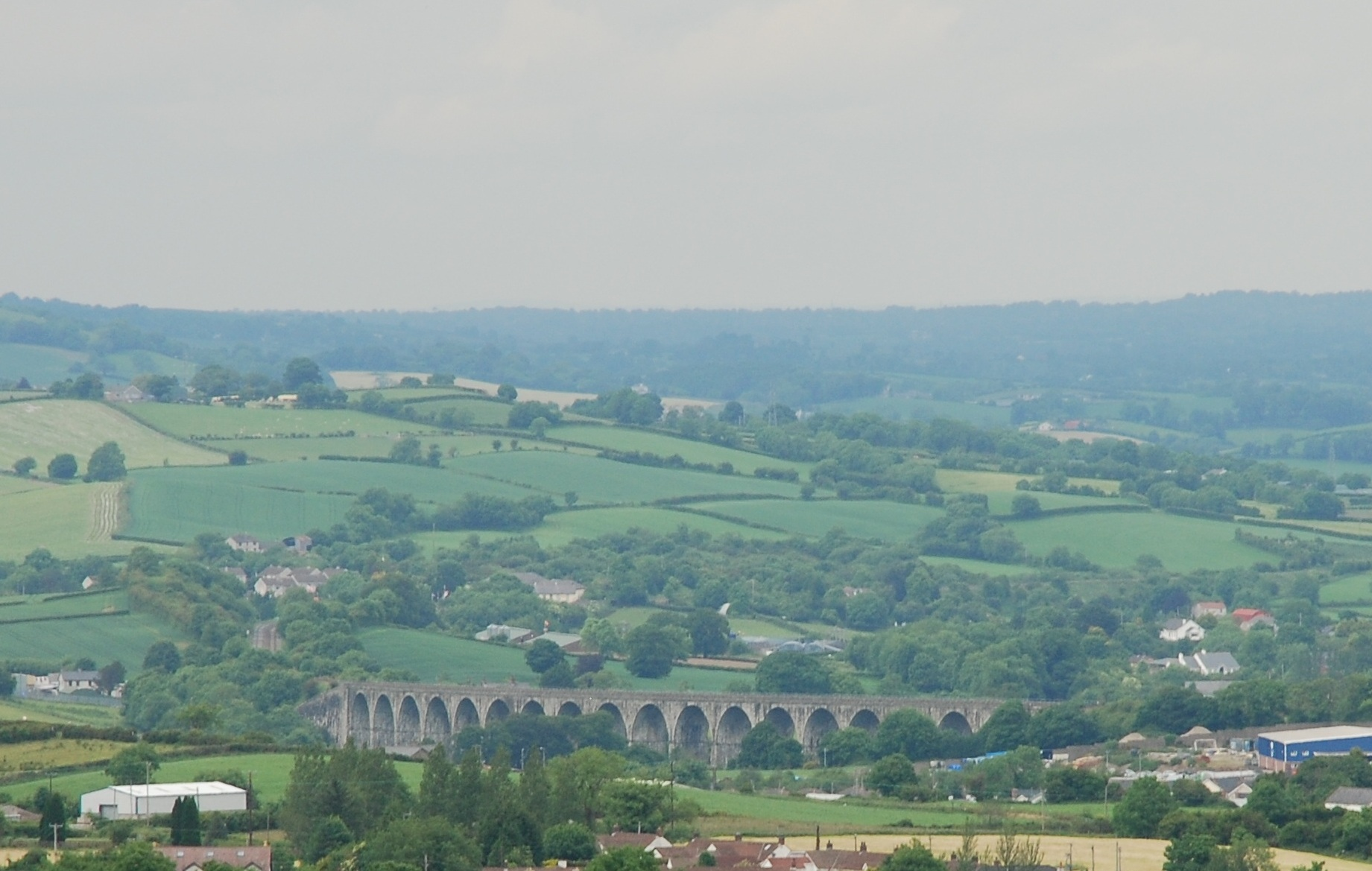
Le viaduc de Craigmore.
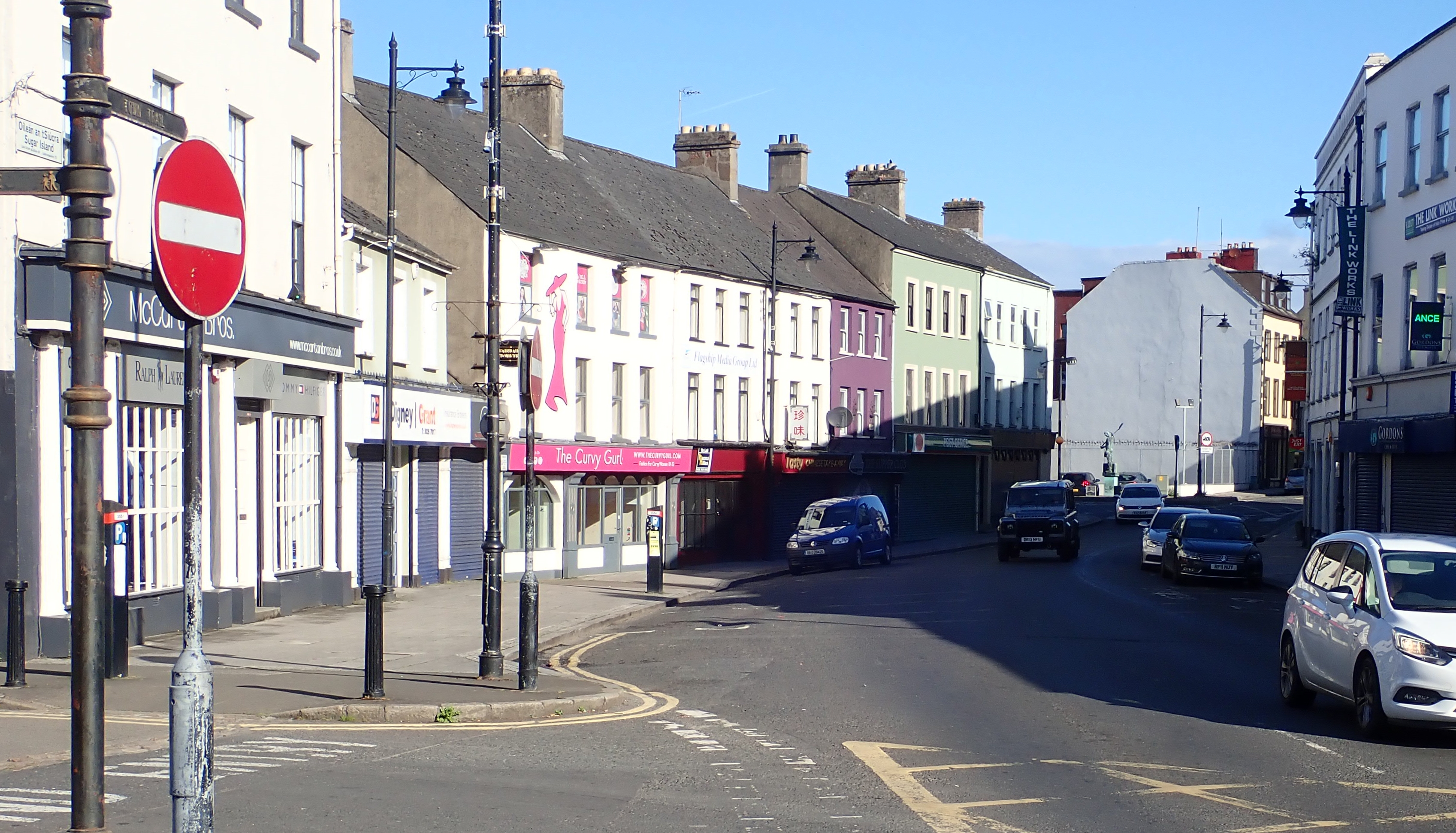
Magasins sur New Street.
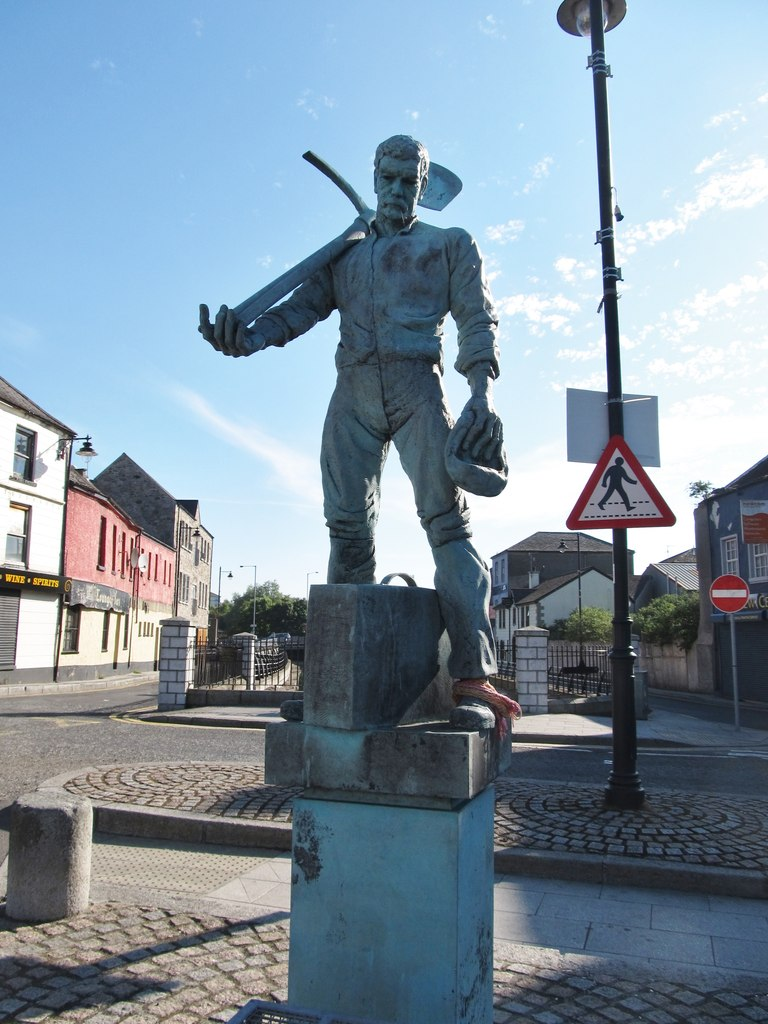
Sculpture The Newry Navvy, Barry Linnane (2011), hommage aux terrassiers du canal de Newry.

### Articles liés
- Abbaye de Newry
- Liste des villes d'Irlande du Nord